# U Mamlase
U Mamlase je název pro vyhlídkové místo nalézající se na kopci asi 1 km západně od světoznámého poutního kostela svatého Jana Nepomuckého na Zelené hoře u Žďáru nad Sázavou v kraji Vysočina.
Název vznikl podle názvu zde umístěné originální betonové skulptury hlavy Mamlase - díla zdejšího místního sochaře Michala Olšiaka. Od sochy je krásný výhled na město Žďár nad Sázavou a zejména na světoznámý poutní kostel svatého Jana Nepomuckého na Zelené hoře.
Místem prochází modře značená okružní turistická trasa 2010.